# IV. Andronikosz bizánci császár
IV. Andronikosz, magyarosan IV. András (ógörögül: Ἀνδρόνικος Δ' Παλαιολόγος, (Konstantinápoly, 1348. április 11. – Silivri, 1385. június 28.) bizánci császár, a Palaiologosz-dinasztia uralkodója 1376-tól 1379-ig.

## Élete
V. Ióannész fia, Andronikosz 1373-ban fellázadt apja ellen, amikor I. Murád oszmán szultán hűbér fizetésére kényszerítette a Bizánci Birodalmat. Lázadása idején szövetkezett egy saját apja ellen felkelő török szultánfival, ám mindkettejüket leverték. Murád megvakíttatta gyermekét, kérésével ellentétben V. Ióannész viszont csak Andronikosz egyik szemét szúratta ki, és börtönbe záratta. 1376-ban genovai segítséggel kiszabadult és átvette a trónt, azonban azonnal megtámadták a velenceiek, akik 1379-ben megdöntötték hatalmát, és Ióannészt visszahelyezték a trónra. 1385-ben megint fellázadt, de sikertelenül, és hamarosan meghalt.
| Előző uralkodó: V. Ióannész | Bizánci császár 1376 – 1379 | Következő uralkodó: V. Ióannész |